# Игнатовский, Владимир Сергеевич
Влади́мир Серге́евич Игнато́вский (1875—1942) — математик, физик, специалист в области оптической техники и теоретической оптики. Член-корреспондент АН СССР (1932), доктор физико-математических наук (1934), профессор ЛГУ.

## Биография
Владимир Сергеевич Игнатовский родился 8 марта 1875 года (по старому стилю) в Тифлисе, в дворянской семье.
До 12-летнего возраста Владимир Сергеевич Игнатовский жил в Дрездене (Германия), где окончил школу и поступил в гимназию. Затем вернулся на родину, в Киев, где также поступил в гимназию, откуда вышел по болезни из седьмого класса. В 1895—1897 гг. работал на машиностроительном заводе «Рейц и Ротерман» в Ревеле. Самостоятельно изучал математику и физику. 
В 1898—1899 гг. был вольнослушателем на физико-математическом факультете Санкт-Петербургского университета. С 1899 по 1903 г. был лаборантом по кафедре физики в Петербургском университете и ассистировал профессорам И. И.Боргману и О. Д. Хвольсону по всем отделам физики. С 1 октября 1899 г. по 1 октября 1901 г. был лаборантом по физике в Николаевской инженерной академии. С 1 августа по 1 октября был командирован от университета за границу и
работал в Гисене (в Германии) у профессора Друде. С 1 сентября 1901 г. по 1 сентября 1903 г. был лаборантом в Электротехническом институте. В 1903 г. работал в Комиссии городских железных дорог по переустройству на электрическую тягу Невской, Садовой и Василеостровской линий. С 1903 по 1906 г. руководил научным Петроградским отделением оптического завода Цейса в Пене. С 1906 г., в начале лета был командирован Гидрографическим управлением при Морском министерстве для стереофотограмметрических съемок Балтийского побережья.
Игнатовский окончил Санкт-Петербургский университет в 1906 году. В 1906—1908 годах продолжил учёбу в университете Гиссена, где в 1909 году получил степень доктора философии «summa cum laude» за работу по дифракции.
В 1911—1914 годах он преподавал в Высшей технической школе Берлина.
В начале 1914 г. переехал в Париж, где состоял главным инженером по оптике у Шнейдер—Крезо и во время первой мировой войны принимал участие в постройке оптического завода во Франции. Женился на подданной Великобритании. В 1917 году вскоре после Февральской революции был послан из Парижа для научного руководства оптическим заводом Российского общества оптического и механического производства в Петрограде, впоследствии известным как Государственный оптико-механический завод (ГОМЗ). В 1921—1938 Игнатовский работал консультантом ещё в одном военном научно-исследовательском центре — Особом техническом бюро (Остехбюро).
В 1918—1928 годах В. С. Игнатовский работал в Техникуме точной механики и оптики (в настоящее время — Санкт-Петербургский государственный университет информационных технологий, механики и оптики), где вел как теоретические, так и практические занятия по всем оптическим дисциплинам. Подготовил кадры молодых сотрудников, работавших с ним на заводе и во многих других учреждениях. Среди известных учеников: Михаил Михайлович Русинов, Иван Афанасьевич Турыгин, Владимир Николаевич Чуриловский и многие другие. Основоположник научно-педагогической школы СПбГУ ИТМО «Прикладная и вычислительная оптика».
С 5 декабря 1918 по 1 ноября 1921 года был консультантом Вычислительного бюро Государственного оптического института, с 1 мая по 1 июня 1932 года состоял там же научным сотрудником.
29 марта 1932 года В. С. Игнатовский был избран членом-корреспондентом Академии наук СССР.
25 ноября 1934 года В. С. Игнатовскому была присвоена научная степень доктора физико-математических наук.

### Работа в университете
В своей автобиографии В.С. Игнатовский отмечает: «в 1920 г. читал в университете математическую теорию дифракции... С октября 1924 г. по 1 октября 1932 г. состоял профессором Ленинградского университета в отделении физики физико-математического факультета... С 15 марта 1936 г. состою действительным членом Научно-исследовательского института математики и механики. В начале 1938 г. институт слился с Государственным университетом, и я продолжаю там работать.»
В характеристике Игнатовского от
февраля 1938 г. отмечается: «За истекшее время научно-исследовательская
работа В.С. Игнатовского была посвящена исследованию предельных задач
для некоторого типа уравнений с частными производными. Она протекала
очень интенсивно, и работы В.С. Игнатовского занимают видное место в
тематическом плане института... В жизни института В.С. Игнатовский всегда
принимает активное участие».
С февраля 1938 г. В.С. Игнатовский одновременно профессор кафедры
дифференциальных и интегральных уравнений, позднее—профессор кафедры
теоретической механики математико-механического факультета ЛГУ.

### Арест по "Делу Учёных"
6 ноября 1941 года В. С. Игнатовский был арестован по сфабрикованному обвинению в «шпионско-вредительской деятельности» и связях с немецкой разведкой начиная с 1909 года. Вероятно, показалось подозрительным его долгое пребывание в Германии и свободное владение немецким языком. В момент ареста, в блокадном Ленинграде, В. С. Игнатовский был также профессором ЛГУ. Возможно проходил по делу «Союза старой русской интеллигенции». 13 января 1942 военным трибуналом Ленинградского фронта Владимир Сергеевич Игнатовский вместе со своей женой-домохозяйкой Игнатовской Марией Ивановной и двумя близкими сотрудниками, были приговорены к расстрелу. Приговор приведён в исполнение 30 января 1942. Проходивший по этому делу известный специалист по аэродинамике К. И. Страхович был приговорен к 10 годам лагерей (Страхович остался жив и впоследствии работал в конструкторском бюро С. П. Королева). Реабилитирован посмертно 28 мая 1955 определением ВКВС СССР.

## Вклад
- Игнатовский опубликовал несколько работ по специальной теории относительности. В 1910 году он первым получил преобразование Лоренца на основе теории групп и без использования постулата о постоянстве скорости света[2][9].
- Игнатовский известен также своими работами по математической физике, оптике, теории дифракции. В частности, Игнатовский использовал знак мнимой части для однозначного выбора решения неоднородного уравнения Гельмгольца, и таким образом, как отмечает В.И. Смирнов, Игнатовский, наряду с Зоммерфельдом, является автором „принципа излучения“[10]. Согласно Смирнову и А. Г. Свешникову, идеи Игнатовского предвосхитили принцип предельного поглощения: «...соотношение (2) [ принцип Зоммерфельда ] нельзя рассматривать как единообразный принцип, так как оно видоизменяется в зависимости от области решения волнового уравнения. Способ выделения единственного решения, предложенный Игнатовским, свободен от этого недостатка и может рассматриваться как единообразный принцип излучения. В дальнейшем изложении мы будем называть его „принципом предельного поглощения“.»[11]

## Труды
- Ignatowsky, W. v. Reflexion elektromagnetisches Wellen an einem Draht (нем.) // Annalen der Physik : magazin. — 1905. — Bd. 323, Nr. 13. — S. 495—522. — doi:10.1002/andp.19053231305.

- Ignatowsky, W. v. Berichtigung zu der Arbeit: Reflexion elektromagnetischer Wellen an einem Draht (нем.) // Annalen der Physik : magazin. — 1905. — Bd. 323, Nr. 15. — S. 1078. — doi:10.1002/andp.19053231517.

- Ignatowsky, W. v. Diffraktion und Reflexion, abgeleitet aus den Maxwellschen Gleichungen (нем.) // Annalen der Physik : magazin. — 1907. — Bd. 328, Nr. 10. — S. 875—904. — doi:10.1002/andp.19073281005.

- Ignatowsky, W. v. Berechnung des Widerstandes eines Drahtes bei der Reflexion von elektromagnetischen Wellen (нем.) // Annalen der Physik : magazin. — 1907. — Bd. 328, Nr. 10. — S. 905—906. — doi:10.1002/andp.19073281006.

- Ignatowsky, W. v. Diffraktion und Reflexion, abgeleitet aus den Maxwellschen Gleichungen (нем.) // Annalen der Physik : magazin. — 1908. — Bd. 330, Nr. 1. — S. 99—117. — doi:10.1002/andp.19083300108.

- Ignatowsky, W. v. Diffraktion und Reflexion, abgeleitet aus den Maxwellschen Gleichungen (нем.) // Annalen der Physik : magazin. — 1908. — Bd. 331, Nr. 10. — S. 1031—1032. — doi:10.1002/andp.19083311012.

- Ignatowsky, W. v. Der starre Körper und das Relativitätsprinzip (неопр.) // Annalen der Physik. — 1910. — Т. 338, № 13. — С. 607—630. — doi:10.1002/andp.19103381309.

- Ignatowsky, W. v. Einige allgemeine Bemerkungen über das Relativitätsprinzip (нем.) // Physikalische Zeitschrift : magazin. — 1910. — Bd. 11. — S. 972—976.

- Ignatowsky, W. v. Bemerkung zu der Arbeit: Der starre Körper und das Relativitätsprinzip (нем.) // Annalen der Physik : magazin. — 1911. — Bd. 339, Nr. 2. — S. 373—375. — doi:10.1002/andp.19113390209.

- Ignatowsky, W. v. Zur Elastizitätstheorie vom Standpunkt des Relativitätsprinzips (нем.) // Physikalische Zeitschrift : magazin. — 1911. — Bd. 12. — S. 164—169.

- Ignatowsky, W. v. Über Überlichtgeschwindigkeit in der Relativitätstheorie (нем.) // Physikalische Zeitschrift : magazin. — 1911. — Bd. 12. — S. 776—778.

- Ignatowsky, W. v. Über totale Reflexion (неопр.) // Annalen der Physik. — 1912. — Т. 342, № 5. — С. 901—910. — doi:10.1002/andp.19123420504.

- Ignatowsky, W. v. & Oettinger, E. Experimentelle Untersuchungen zur Totalreflexion (неопр.) // Annalen der Physik. — 1912. — Т. 342, № 5. — С. 911—922. — doi:10.1002/andp.19123420505.

- Ignatowsky, W. v. Zur Theorie der Gitter (неопр.) // Annalen der Physik. — 1914. — Т. 349, № 11. — С. 369—436. — doi:10.1002/andp.19143491103.

- Игнатовский Владимир Сергеевич // Связь между геометрической и волновой оптикой и дифракция гомоцентрического пучка = Труды ГОИ. — Петроград., 1920. — Т. 1. — С. 1 - 30.
- Игнатовский Владимир Сергеевич // Дифракция объектива при любом отверстии = Труды ГОИ. — Петроград., 1919. — Т. 1. — С. 1 - 36.
- Игнатовский Владимир Сергеевич // Дифракция параболического зеркала при любом отверстии = Труды ГОИ. — Петроград., 1920. — Т. 1. — С. 1 - 30.
- Ignatowsky, W. v. Zur Theorie der Beugung an schwarzen Schirmen und Erwiderung an F. Kottler (нем.) // Annalen der Physik : magazin. — 1925. — Bd. 319, Nr. 14. — S. 589—643. — doi:10.1002/andp.19253821402.

- Ignatowsky, W. v. Zur Theorie der Beugung an schwarzen Schirmen (неопр.) // Annalen der Physik. — 1927. — Т. 388, № 15. — С. 977—978. — doi:10.1002/andp.19273881506.

- Ignatowsky, W. v. Über doppelpolige Lösungen der Wellengleichung (англ.) // Mathematische Zeitschrift[англ.] : journal. — 1932. — Vol. 34. — P. 1—34. — doi:10.1007/BF01180574.

## О нём
- В «Эйнштейновском сборнике 1984 - 1985» Визгин и Горелик отмечают: Игнатовский рассмотрел вопрос о выводе аналога преобразований Лоренца, которые можно получить, опираясь лишь на принцип относительности (т. е. без использования постулата по постоянстве скорости света). В дальнейшем он опубликовал ряд статей в немецких журналах по аксиоматике СТО [...], в частности параллельно с Ф. Франком и Х. Роте [...] дал теоретико-групповой вывод преобразований Лоренца, которому В. Паули в своей энциклопедической статье посвятил целую страницу. Если к этому добавить цикл работ Игнатовского по релятивистской механике сплошной среды [...] и абсолютно твёрдого тела [...], на которые есть ссылки в том же знаменитом монографическом обзоре Паули, то его можно по праву назвать одним из первых русских релятивистов. Вероятно, на «релятивистскую» ориентацию исследований Игнатовского повлияли два обстоятельства: его учёба и последующая работа в Германии (с 1906 до 1914 г. в Гиссене и Берлине), где СТО нашла благожелательную почву и получила развитие уже в 1906--1909 гг., и ярко выраженный интерес к математической физике (в 1909--1910 гг. в Германии вышел его двухтомный учебник по применению векторного анализа в теоретической физике, содержавшей особенно большой материал по электродинамике, а также упоминания о тензорах [...]).[2]
- М. И. Монастырский, доклад на ежегодной конференции в ИИЕТ им. С. И. Вавилова: Наиболее интересные результаты были получены в поляризационной оптике предшественниками Берри В.С.Игнатовским, С.М.Рытовым, В.В.Владимирским. При прохождении света в среде с медленно меняющимся показателем преломления плоскость поляризации вращается и при движении по замкнутому пути поворачивается на некоторый угол имеющий тот же топологический смысл, что и фаза Берри. Отметим, что если имена Рытова и Владимирского в последнее время упоминались при описании предыстории открытия фазы Берри, имя В.С.Игнатовского остается практически неизвестным научному сообществу, хотя его работа и цитировалась в классическом учебнике оптики Борна и Вольфа.[12]
- Из отзыва академика Д. С. Рождественского в связи с избранием членом-корреспондентом Академии наук СССР:

В. С. Игнатовский имеет значительное количество теоретических работ и по другим отделам математической физики: по принципу относительности, электродинамике, а также по чисто математическим вопросам. Известен его курс векторного анализа. Здесь отмечаются на первом месте его заслуги по практической оптике и предлагается на основании всего вышеуказанного избрать его членом-корреспондентом Академии наук СССР по технике (специально по оптотехнике).
- Декан физического факультета ЛГУ С.Э. Фриш:

Игнатовский, поляк по происхождению, до войны 1914 года жил и работал в Австрии. Ему принадлежало значительное число научных работ как по общим вопросам теоретической физики, так и по прикладной оптике. Во время войны, будучи русским подданным, он был интернирован в Австрии, а затем
выслан в Россию. Году в 1918-м или 1919-м Дмитрий Сергеевич Рождественский пригласил его, как крупного специалиста, в сотрудники Оптического института. Он проработал в
институте несколько лет, выполнил за это время интересные
расчеты по теории объективов, которые опубликовал в «Трудах ГОИ».
Затем он преподавал в университете, а в годы,
предшествующие войне, занимал место профессора в
Институте точной механики и оптики. Это был человек с броской
наружностью — высокий, плотный старик с большой седеющей
бородой. Он любил громко рассуждать, собирая вокруг себя слушателей. Зимой 1941 года Игнатовский оставался в Ленинграде, и я несколько раз видел его в столовой Дома ученых,
где он, не стесняясь, громогласно выражал свои мнения о положении на фронтах. По всей вероятности, эти рассуждения и послужили причиной его ареста. После 1953 года дело подверглось пересмотру, и он был реабилитирован. Но зимой 1941 года возник слух, повторенный затем в печати, что он немецкий
шпион. За Игнатовским потянулся целый «хвост».